# Z zanko posredovano izotermno pomnoževanje
Z zanko posredovano izotermno pomnoževanje (LAMP) je tehnika za pomnoževanje DNK v eni epruveti in poceni alternativa za odkrivanje nekaterih bolezni. Izotermalna amplifikacija z zanko z obratno transkripcijo (RT-LAMP) združuje LAMP z obratno transkripcijo, kar omogoča odkrivanje RNK.
LAMP je tehnika izotermnega pomnoževanja nukleinskih kislin. V nasprotju s tehnologijo verižne reakcije s polimerazo (PCR), pri kateri reakcija poteka z vrsto izmeničnih temperaturnih korakov ali ciklov, izotermno pomnoževanje poteka pri konstantni temperaturi in ne zahteva termičnega ciklerja.

## Tehnika
Pri LAMP se ciljno zaporedje amplificira pri konstantni temperaturi 60 - 65 °C z uporabo dveh ali treh nizov oligonukleotidnih začetnikov in polimeraze, ki ima poleg replikacijske aktivnosti tudi visoko aktivnost premikanja verig. Običajno se uporabljajo 4 različni oligonukleotidni začetniki za pomnoževanje 6 različnih področij ciljnega gena, kar povečuje specifičnost. Dodatni par "začetnih elementov z zanko" lahko reakcijo še dodatno pospeši. Količina DNK, ki nastane pri pomnoževanju LAMP, je precej večja kot pri pomnoževanju na podlagi PCR.
Produkt pomnoževanja je mogoče zaznati s fotometrijo, pri čemer se meri motnost, ki jo povzroča oborina magnezijevega pirofosfata v raztopini kot stranski produkt pomnoževanja. To omogoča enostavno vizualizacijo s prostim očesom ali s preprostimi fotometričnimi pristopi za zaznavanje majhnih količin. Reakcijo lahko spremljamo v realnem času z merjenjem motnosti ali s fluorescenco z uporabo interkalacijskih barvil, kot je SYTO 9. Barvila, kot je zeleno SYBR, se lahko uporabijo za ustvarjanje vidne spremembe barve, ki jo je mogoče videti s prostim očesom, ne da bi potrebovali drago opremo, ali za reakcijo, ki jo je mogoče natančneje izmeriti z instrumenti. Molekule barvila interkalirajo ali neposredno označijo DNK, kar se lahko poveže s številom prvotno prisotnih kopij. Zato je LAMP lahko tudi kvantitativna.
V epruveti je mogoče zaznati pomnoževanje DNA LAMP z uporabo kalceina, obremenjenega z manganom, ki začne fluorescirati po kompleksaciji mangana s pirofosfatom med sintezo DNA in vitro.
Druga metoda za vizualno zaznavanje amplikonov LAMP s prostim očesom temelji na njihovi sposobnosti hibridizacije s komplementarno z zlatom vezano ss-DNA in s tem preprečuje običajno spremembo rdeče v vijolično-modro barvo, do katere bi sicer prišlo med s soljo povzročeno agregacijo delcev zlata. Tako ima lahko metoda LAMP v kombinaciji z zaznavanjem amplikonov z AuNP prednosti pred drugimi metodami v smislu krajšega časa testiranja, potrditve amplikonov s hibridizacijo in uporabe preprostejše opreme (tj. ni potrebe po termociklerju, opremi za elektroforezo ali UV-transiluminatorju).

## Uporaba in prednosti
LAMP je razmeroma nova tehnika pomnoževanja DNK, ki bi lahko zaradi svoje preprostosti, robustnosti in nizkih stroškov zagotovila velike prednosti. LAMP se lahko uporablja kot preprost presejalni test na terenu ali na mestu oskrbe s strani zdravnikov. Ker je metoda LAMP izotermna, kar odpravlja potrebo po dragih termociklerjih, ki se uporabljajo pri običajni PCR, je lahko še posebej uporabna metoda za diagnosticiranje nalezljivih bolezni v državah z nizkimi in srednjimi dohodki. LAMP se pogosto preučuje za odkrivanje nalezljivih bolezni, kot so filarioza, virus Zika, tuberkuloza, malarija, spalna bolezen in SARS-CoV-2. V regijah v razvoju jo je treba še obsežno potrditi za druge pogoste patogene.
Opazili so, da je LAMP v kompleksnih vzorcih, kot je kri, manj občutljiva (bolj odporna) na inhibitorje kot PCR, verjetno zaradi uporabe drugačne polimeraze DNA (običajno Bst - Bacillus stearothermophilus - polimeraza DNA in ne Taq polimeraza kot pri PCR). Več poročil opisuje uspešno odkrivanje patogenov iz minimalno obdelanih vzorcev, kot je toplotno obdelana kri, ali v prisotnosti matric kliničnih vzorcev.  Ta lastnost LAMP je lahko uporabna v okoljih z nizkimi viri ali na terenu, kjer je običajna ekstrakcija DNK ali RNK pred diagnostičnim testiranjem nepraktična.

## Omejitve
LAMP je manj vsestranska od PCR, najbolj uveljavljene tehnike pomnoževanja nukleinskih kislin. LAMP je uporaben predvsem kot diagnostična ali detekcijska tehnika, ni pa uporaben za kloniranje ali številne druge aplikacije molekularne biologije, ki jih omogoča PCR. Ker LAMP uporablja 4 (ali 6) primerje, ki so usmerjeni v 6 (ali 8) regij v dokaj majhnem segmentu genoma, in ker je načrtovanje primerjev podvrženo številnim omejitvam, je težko "na oko" načrtovati nabore primerjev za LAMP. Za pomoč pri načrtovanju primerjev LAMP se običajno uporabljajo brezplačni, odprtokodni ali komercialni programski paketi, čeprav je zaradi omejitev pri načrtovanju primerjev izbira ciljnega mesta manjša kot pri PCR.
Pri diagnostični uporabi je treba to uskladiti s potrebo po izbiri ustrezne tarče (npr. ohranjenega mesta v zelo spremenljivem virusnem genomu ali tarče, ki je specifična za določen sev patogena). Za pokrivanje različnih variantnih sevov iste vrste je lahko potrebnih več degeneriranih zaporedij. Posledica takšnega koktajla primerjev je lahko nespecifična amplifikacija pri pozni amplifikaciji.
Pristopi multipleksiranja za LAMP so manj razviti kot za PCR. Večje število primerjev na tarčo pri LAMP povečuje verjetnost interakcij med primerji za multipleksirane ciljne sklope. Produkt LAMP je niz konkatemerov ciljne regije, kar na gelu povzroči značilno "lestev" ali vzorec pasov, ne pa enega samega pasu kot pri PCR. Čeprav to ni težava pri odkrivanju posameznih tarč z LAMP, pa "tradicionalne" (končne) aplikacije multipleksa PCR, pri katerih se identiteta tarče potrdi z velikostjo traku na gelu, z LAMP niso izvedljive. Multipleksiranje v LAMP je bilo doseženo z izbiro ciljne regije z restrikcijskim mestom in razgradnjo pred izvedbo na gelu, tako da vsak produkt povzroči različno velikost fragmenta, čeprav ta pristop poveča zapletenost poskusne zasnove in protokola.
Uporaba polimeraze DNK, ki zamenjuje verige, pri LAMP prav tako onemogoča uporabo sond za hidrolizo, npr. sond TaqMan, ki temeljijo na 5'-3' eksonukleazni aktivnosti polimeraze Taq. Poročali smo o alternativnem pristopu multipleksiranja v realnem času, ki temelji na dušilcih fluorescence.
Za prikaz LAMP v realnem času se lahko doda zeleno barvilo SYBR. Vendar lahko pri pozni amplifikaciji amplifikacija primer-dimerov prispeva k lažno pozitivnemu signalu. Uporaba anorganske pirofosfataze v reakcijski mešanici SYBR omogoča uporabo analize taljenja za razlikovanje pravilne amplifikacije.
Čeprav so bile predlagane različne strategije za ublažitev lažno pozitivnih rezultatov pri testih, ki temeljijo na tej metodi, je nespecifično pomnoževanje zaradi različnih dejavnikov, vključno z odsotnostjo mehanizmov temperaturnega zapiranja, ena od glavnih omejitev izotermnega pomnoževanja z zanko.